# Kefisodotos den äldre
Kefisodotos den äldre var en grekisk skulptör, verksam på 370- och 360-talen före Kristus.
Kefisodotos var möjligen äldre bror till Praxiteles, vars verk Kefisodotos arbeten syns ha bildat förstadium till. Mest känd av hans i litteraturen omtalade verk är Eirene med Plutusbarnet, av vilken en kopia finns i Glyptothek i München.